# Bitva u řeky Idle
Bitva u řeky Idle byla rozhodujícím vítězstvím východoanglického krále Rædwalda nad bernicijským a deirským králem Æthelfrithem v roce 616 nebo 617 v současném anglickém hrabství Nottinghamshire. Æthelfrith byl v boji zabit.

## Historický kontext
Æthelfrith byl králem Bernicie asi od roku 593. Kolem roku 604 získal za neznámých okolností kontrolu nad sousední Deirou a donutil odejít do exilu dva významné členy deirské královské rodiny, Edwina, syna bývalého krále Ælly, a Hererika, Edwinova synovce.
Hereric byl otráven na dvoře krále Elmetu Ceretika. Byl to pravděpodobně král Æthelfrith, kdo byl za jeho smrt odpovědný. Druhý exulant, Edwin, nakonec skončil pod Rædwaldovou ochranou ve Východní Anglii. Král Æthelfrith poslal k Rædwaldovi posly a žádal ho, aby Edwina zabil. Rædwald nevyhověl a místo toho svolal vojsko, aby Æthelfrithovi čelilo.

## Bitva
Král Rædwald shromáždil vojsko a pochodoval na sever doprovázen svým synem Rægenherem, aby se střetl s Æthelfrithem. Obě vojska na sebe narazila na západní hranici království Lindsey, na východním břehu řeky Idle. Bitva byla nelítostná a byla dlouho poté připomínána rčením: „Řeka Idle byla zkalena krví Angličanů“. Během bojů byli zabiti král Æthelfrith i Rædwaldův syn Rægenhere. Edwin pak nastoupil po Æthelfrithovi na trůn jako král Northumbrie a Æthelfrithovi synové byli následně nuceni odejít do exilu.
Samostatný popis bitvy, podaný Henrym z Huntingdonu (asi 1088 – asi 1157), uvedl, že Rædwaldova armáda byla rozdělena do tří formací v čele s Rædwaldem, Rægenherem a Edwinem. Se zkušenějšími bojovníky zaútočil Æthelfrith ve volné formaci. Při pohledu na Rægenhera si Æthelfrithovi muži možná mysleli, že jde o Edwina a prorazili si k němu cestu a zabili ho. Po smrti svého syna zuřící král Rædwald prolomil nepřátelské linie a během velkého masakru Northumbrijských zabil krále Æthelfritha.

## Následky bitvy
Zatímco Beda Ctihodný líčil bitvu jednoduše jako spor kvůli Edwinově osudu, mohla se tato válka ve skutečnosti týkat mocenských a územních otázek mezi dvěma vládci. D.P. Kirby argumentoval, že bitva byla víc než střet mezi dvěma králi kvůli údělu exilového šlechtice, a byla „součástí vleklého boje o ustanovení vojenského a politického vedení angelských národů“ v té době. Po Æthelfrithově smrti se Edwin stal králem obou království, Deiry i Bernicie, a naopak Æthelfrithovi synové Eanfrith, Oswald a Oswiu museli uprchnout na sever.